# Шацька селищна рада
Ша́цька се́лищна ра́да Ша́цької се́лищної об'є́днаної територіа́льної грома́ди (до 2015 року — Шацька селищна рада Шацького району Волинської області) — орган місцевого самоврядування Шацької селищної територіальної громади Волинської області. Розміщення — селище міського типу Шацьк.

## Склад ради
Рада складається з 26 депутатів та голови. Перші вибори депутатів ради громади та Шацького селищного голови відбулись 27 березня 2016 року.
Було обрано 26 депутатів ради, серед них: 13 — самовисуванці, по 5 презентують УКРОП та Всеукраїнське об'єднання «Батьківщина» і 3 — Всеукраїнське об'єднання «Свобода».
Головою громади обрали члена ВО «Батьківщина» Сергія Віннічука, тодішнього Шацького селищного голову. 
Голова громади, Сергій Миколайович Віннічук, загинув в автокатастрофі 15 листопада 2017 року.

## Історія
Шацька селищна рада утворена в 1957 році. До 15 квітня 2016 року — адміністративно-територіальна одиниця в Шацькому районі Волинської області.
Територія ради до 2015 року складала 169,551 км², населення ради — 7 102 особи (станом на 2001 рік). Селищній раді підпорядковувались населені пункти: смт Шацьк, с. Гаївка, с. Мельники. Рада складалась з 26 депутатів та голови.

### Керівний склад попередніх скликань
| Прізвище, ім'я, по батькові | Основні відомості                                                                                                 | Дата обрання | Дата звільнення |
| --------------------------- | --- | ------------ | --------------- |
| Сорока Віктор Іванович      | Селищний голова, 1961 року народження, освіта вища, безпартійний                                                  | 26.03.2006   | 31.10.2010      |
| Сорока Віктор Іванович      | Селищний голова, 1961 року народження, освіта вища, безпартійний                                                  | 31.10.2010   | 04.07.2014      |
| Віннічук Сергій Миколайович | Селищний голова, 1975 року народження, освіта вища, член політичної партії Всеукраїнське об'єднання «Батьківщина» | 25.10.2015   | 27.03.2016      |
| Віннічук Сергій Миколайович | Селищний голова, 1975 року народження, освіта вища, член політичної партії Всеукраїнське об'єднання «Батьківщина» | 27.03.2016   | 15.11.2017      |

Примітка: таблиця складена за даними сайту Верховної Ради України та ЦВК

### Депутати VII скликання
За результатами місцевих виборів 2015 року депутатами ради стали:

#### За суб'єктами висування
| Суб'єкт висування                                          | Кількість обраних депутатів | %     |
| ---------------------------------------------------------- | --------------------------- | ----- |
| Самовисування                                              | 12                          | 46.15 |
| Політична партія Всеукраїнське об'єднання «Батьківщина»    | 5                           | 19.23 |
| Політична партія «Українське Об'єднання патріотів — УКРОП» | 4                           | 15.38 |
| Політична партія Всеукраїнське об'єднання «Свобода»        | 4                           | 15.38 |
| Партія Блок Петра Порошенка «Солідарність»                 | 1                           | 3.85  |

#### За округами
| № округу | Прізвище, ім'я, по батькові    | Ким висунуто                                               | Дата нар.  | Освіта              | Партійна приналежність                                        | Відомості                                                                              |
| -------- | ------------------------------ | ---------------------------------------------------------- | ---------- | ------------------- | ------------------------------------------------------------- | -------------------------------------------------------------------------------------- |
| 1        | Ярмолаєв Михайло Володимирович | Самовисування                                              | 14.11.1980 | вища                | безпартійний                                                  | Тимчасово не працює                                                                    |
| 2        | Цюп'ях Леонід Петрович         | політична партія Всеукраїнське об'єднання «Свобода»        | 29.05.1974 | вища                | член політичної партії Всеукраїнське об'єднання «Свобода»     | Шацька ДЮШС, тренер                                                                    |
| 3        | Цевух Людмила Степанівна       | політична партія Всеукраїнське об'єднання «Батьківщина»    | 27.12.1969 | вища                | безпартійна                                                   | Управління соціального захисту Шацької РДА, головний спеціаліст                        |
| 4        | Тимошук Богдан Вікторович      | ПОЛІТИЧНА ПАРТІЯ «УКРАЇНСЬКЕ ОБ'ЄДНАННЯ ПАТРІОТІВ — УКРОП» | 25.03.1990 | вища                | безпартійний                                                  | Реєстраційна служба ШРУЮ, державний реєстратор                                         |
| 5        | Маригода Любов Миколаївна      | політична партія Всеукраїнське об'єднання «Батьківщина»    | 21.11.1958 | загальна середня    | член політичної партії Всеукраїнське об'єднання «Батьківщина» | Пенсіонер                                                                              |
| 6        | Павлей Анатолій Дмитрович      | Самовисування                                              | 18.11.1963 | вища                | безпартійний                                                  | відділ освіти Шацької РДА, начальник відділу                                           |
| 7        | Арват Лариса Семенівна         | політична партія Всеукраїнське об'єднання «Батьківщина»    | 30.09.1963 | вища                | член політичної партії Всеукраїнське об'єднання «Батьківщина» | Шацький лісовий коледж ім. В. В. Сулька, викладач                                      |
| 8        | Шум Володимир Антонович        | Самовисування                                              | 03.10.1966 | загальна середня    | безпартійний                                                  | Підприємець, підприємець                                                               |
| 9        | Ковальчук Віра Дмитрівна       | Самовисування                                              | 30.01.1942 | вища                | безпартійна                                                   | Пенсіонер                                                                              |
| 10       | Мелюх Віктор Миколайович       | політична партія Всеукраїнське об'єднання «Свобода»        | 31.05.1981 | вища                | член політичної партії Всеукраїнське об'єднання «Свобода»     | ДП Шацький УДЛГ, лісничий                                                              |
| 11       | Найда Віктор Володимирович     | Самовисування                                              | 20.10.1982 | вища                | безпартійний                                                  | Мельниківське лісництво Шацького УДЛГ, лісничий                                        |
| 12       | Кубай Володимир Олександрович  | ПОЛІТИЧНА ПАРТІЯ «УКРАЇНСЬКЕ ОБ'ЄДНАННЯ ПАТРІОТІВ — УКРОП» | 01.01.1984 | вища                | безпартійний                                                  | Фізична особа-підприємець                                                              |
| 13       | Пех Надія Василівна            | Самовисування                                              | 19.03.1963 | загальна середня    | безпартійна                                                   | Шацька селищна рада, бухгалтер                                                         |
| 14       | Єрофєєва Людмила Степанівна    | ПАРТІЯ "БЛОК ПЕТРА ПОРОШЕНКА «СОЛІДАРНІСТЬ»                | 15.06.1970 | вища                | безпартійна                                                   | Шацька районна державна адміністрація, начальник служби у справах дітей                |
| 15       | Хомич Валентина Миколаївна     | політична партія Всеукраїнське об'єднання «Свобода»        | 11.11.1973 | вища                | член політичної партії Всеукраїнське об'єднання «Свобода»     | Відділу державної виконавчої служби Шацького РУЮ, головний спеціаліст                  |
| 16       | Сіжук Тетяна Іванівна          | політична партія Всеукраїнське об'єднання «Свобода»        | 27.03.1975 | загальна середня    | безпартійна                                                   | Підриємець                                                                             |
| 17       | Стаднік Руслан Васильович      | ПОЛІТИЧНА ПАРТІЯ «УКРАЇНСЬКЕ ОБ'ЄДНАННЯ ПАТРІОТІВ — УКРОП» | 21.05.1976 | професійно-технічна | безпартійний                                                  | Тимчасо во не працює, тримчасово не працює                                             |
| 18       | Гірич Віктор Якович            | Самовисування                                              | 26.07.1969 | вища                | безпартійний                                                  | УП фонду України в Шацькому районі, начальник управління                               |
| 19       | Демчук Анатолій Якович         | Самовисування                                              | 13.05.1962 | вища                | безпартійний                                                  | Шацьке КП «Будинкоуправління», головний інженер                                        |
| 20       | Стаднік Валентина Андріївна    | політична партія Всеукраїнське об'єднання «Батьківщина»    | 10.12.1972 | вища                | член політичної партії Всеукраїнське об'єднання «Батьківщина» | Шацька ЗОШ I—III ступеня, вчитель                                                      |
| 21       | Дударчук Сергій Маркович       | політична партія Всеукраїнське об'єднання «Батьківщина»    | 19.03.1970 | вища                | безпартійний                                                  | Тимчасово не працює                                                                    |
| 22       | Кирилюк-Гуж Діана Сергіївна    | Самовисування                                              | 22.07.1972 | вища                | безпартійна                                                   | ТМО Любомльського та Шацького районів, заступни директора господарсько-правової роботи |
| 23       | Полінкевич Лідія Іллівна       | ПОЛІТИЧНА ПАРТІЯ «УКРАЇНСЬКЕ ОБ'ЄДНАННЯ ПАТРІОТІВ — УКРОП» | 31.07.1962 | професійно-технічна | безпартійна                                                   | Волинський обласний санаторій «Лісова пісня», адміністратор                            |
| 24       | Маригода Микола Дмитрович      | Самовисування                                              | 02.01.1957 | вища                | безпартійний                                                  | Мельниківська ЗОШ I—III ступеня, директор                                              |
| 25       | Постернак Олександр Васильович | Самовисування                                              | 28.02.1994 | вища                | безпартійний                                                  | Фізична особа-підприємець                                                              |
| 26       | Дударчук Віктор Олександрович  | Самовисування                                              | 08.09.1966 | загальна середня    | безпартійний                                                  | Тимчасово не працює                                                                    |

### Депутати VI скликання
За результатами місцевих виборів 2010 року депутатами ради стали:

#### За суб'єктами висування
| Суб'єкт висування                                       | Кількість обраних депутатів | %   |
| ------------------------------------------------------- | --------------------------- | --- |
| Самовисування                                           | 21                          | 70  |
| Політична партія Всеукраїнське об'єднання «Батьківщина» | 6                           | 20  |
| Політична партія «Сильна Україна»                       | 1                           | 3,3 |
| Українська партія                                       | 1                           | 3,3 |
| Українська республіканська партія «Собор»               | 1                           | 3,3 |

#### За округами
| № округу                                                | Прізвище, ім'я, по батькові     | Дата визнання обраним | Освіта             | Партійна приналежність                        | Відомості про обраного депутата                                                             |
| ------------------------------------------------------- | ------------------------------- | --------------------- | ------------------ | --------------------------------------------- | ------------------------------------------------------------------------------------------- |
| Політична партія Всеукраїнське об'єднання «Батьківщина» |                                 |                       |                    |                                               |                                                                                             |
| 6                                                       | Маригода Любов Миколаївна       | 03.11.2010            | середня спеціальна | член Всеукраїнського об'єднання «Батьківщина» | підприємець                                                                                 |
| 18                                                      | Голядинець Володимир Іванович   | 03.11.2010            | середня спеціальна | член Всеукраїнського об'єднання «Батьківщина» | пенсіонер                                                                                   |
| 23                                                      | Білицька Надія Дмитрівна        | 03.11.2010            | вища               | позапартійна                                  | Шацький лісовий коледж ім. В. В. Сулька, викладач                                           |
| 27                                                      | Корнелюк Володимир Федорович    | 03.11.2010            | середня            | позапартійний                                 | пенсіонер                                                                                   |
| 28                                                      | Мазурик Галина Оксентіївна      | 03.11.2010            | середня спеціальна | член Всеукраїнського об'єднання «Батьківщина» | Волинський обласний санаторій «Лісова пісня», головний бухгалтер                            |
| 30                                                      | Гірич Федір Федорович           | 03.11.2010            | середня            | член Всеукраїнського об'єднання «Батьківщина» | СБК с. Мельники, завідувач                                                                  |
| Політична партія «Сильна Україна»                       |                                 |                       |                    |                                               |                                                                                             |
| 26                                                      | Сидорук Сергій Федорович        | 03.11.2010            | вища               | позапартійний                                 | ПП Зубача С. П., інженер землевпорядник                                                     |
| Українська партія                                       |                                 |                       |                    |                                               |                                                                                             |
| 19                                                      | Мисюрина Олександр Петрович     | 03.11.2010            | вища               | позапартійний                                 | Шацька ЦРЛ, лікар                                                                           |
| Українська республіканська партія «Собор»               |                                 |                       |                    |                                               |                                                                                             |
| 15                                                      | Дударчук Людмила Степанівна     | 03.11.2010            | середня спеціальна | позапартійна                                  | будинкоуправління «Гряда», шахтоуправління «Нововолинське», комендант                       |
| Самовисування                                           |                                 |                       |                    |                                               |                                                                                             |
| 1                                                       | Назарук Ольга Миколаївна        | 03.11.2010            | вища               | член Єдиного Центру                           | Шацька РДА, завідувач юридичного сектору                                                    |
| 2                                                       | Демедюк Сергій Володимирович    | 03.11.2010            | вища               | позапартійний                                 | ДП «Волинські старожитності», старший науковий співробітник                                 |
| 3                                                       | Омелянюк Олександр Павлович     | 03.11.2010            | середня спеціальна | позапартійний                                 | пенсіонер                                                                                   |
| 4                                                       | Лончук Володимир Михайлович     | 03.11.2010            | вища               | позапартійний                                 | Шацька РДА, начальник відділу ведення Державного реєстру виборців                           |
| 5                                                       | Сиротюк Валерій Петрович        | 03.11.2010            | середня спеціальна | позапартійний                                 | пенсіонер                                                                                   |
| 7                                                       | Пісачук Сергій Васильович       | 03.11.2010            | вища               | позапартійний                                 | Волинська обласна лікарня, лікар                                                            |
| 8                                                       | Барило Олександр Володимирович  | 03.11.2010            | вища               | позапартійний                                 | підприємець                                                                                 |
| 9                                                       | Козуліцин Юрій Вікторович       | 03.11.2010            | вища               | позапартійний                                 | Шацьке ГРПВАПП «Архітектурна майстерня», інженер-проектувальник з благоустрою та озеленення |
| 10                                                      | Чумак Сергій Юрійович           | 03.11.2010            | вища               | позапартійний                                 | Шацька РДА, головний архітектор                                                             |
| 11                                                      | Матвіїшин Максим Ярославович    | 03.11.2010            | вища               | позапартійний                                 | Шацьке ГРПВАПП «Архітектурна майстерня», головний інженер                                   |
| 12                                                      | Оліферчук Іван Іванович         | 03.11.2010            | вища               | позапартійний                                 | підприємець                                                                                 |
| 13                                                      | Найда Віктор Володимирович      | 03.11.2010            | вища               | член Народної партії                          | Шацький НПП Мельниківське лісництво, лісничий                                               |
| 14                                                      | Пугач Микола Михайлович         | 03.11.2010            | вища               | позапартійний                                 | Волинський обласний санаторій «Лісова пісня», помічник директора по виробництву             |
| 16                                                      | Ханзерук Валентина Віталіївна   | 03.11.2010            | вища               | позапартійна                                  | Шацька РДА, начальник відділу культури і туризму                                            |
| 17                                                      | Матвійчук Надія Іванівна        | 03.11.2010            | середня спеціальна | позапартійна                                  | тимчасово не працює                                                                         |
| 20                                                      | Кропивник Віктор Михайлович     | 03.11.2010            | середня спеціальна | позапартійний                                 | Шацький РЕМ, електромонтер                                                                  |
| 21                                                      | Гірич Віктор Якович             | 03.11.2010            | вища               | член Української Народної Партії              | Управління пенсійного фонду України у Шацькому районі., начальник управління                |
| 22                                                      | Пастернак Тетяна Адамівна       | 03.11.2010            | вища               | позапартійна                                  | Шацька районна рада, начальник фінансово-господарського відділу                             |
| 24                                                      | Боярчук Микола Петрович         | 03.11.2010            | вища               | позапартійний                                 | Шацька селищна рада, секретар                                                               |
| 25                                                      | Полінкевич Анатолій Адамович    | 03.11.2010            | середня            | позапартійний                                 | підприємець                                                                                 |
| 29                                                      | Подложнюк Володимир Онуфрійович | 03.11.2010            | середня спеціальна | позапартійний                                 | підприємець                                                                                 |